# Hafdís Huld

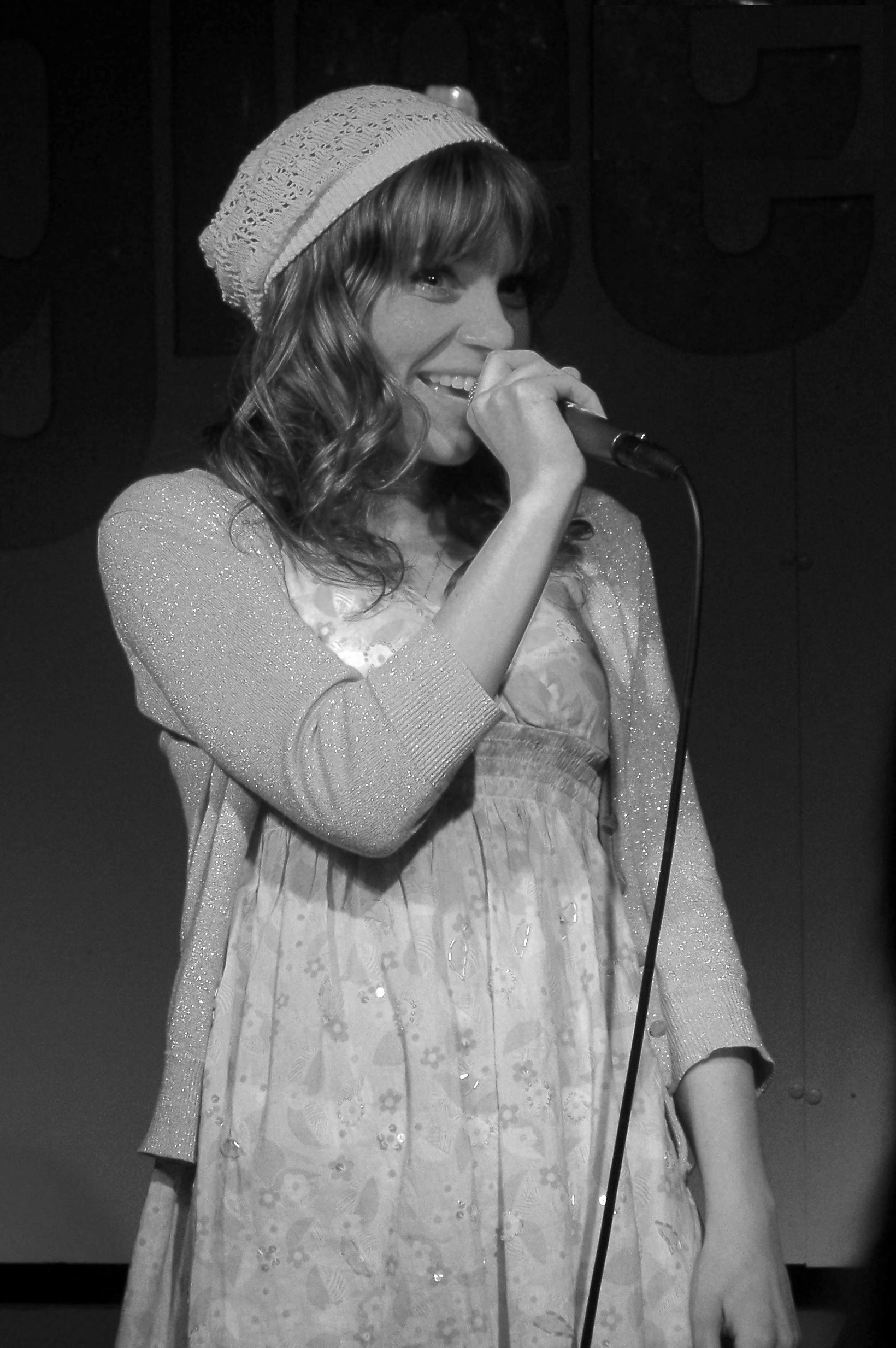
Hafdis Huld.

Hafdís Huld Þrastardóttir (Reikiavik; 22 de mayo de 1979), conocida como Hafdís Huld, es una actriz y cantante de Islandia. Comenzó su carrera en el grupo de música electrónica GusGus en 1995, en el cual participó hasta 1999.

## Discografía
- Dirty Paper Cup (2006)
- Synchronised Swimmers (2009)
- Vögguvísur (2012)
- Home (2014)